# Sudkov
Sudkov település Csehországban, Šumperki járásban. Sudkov Dlouhomilov, Brníčko, Bludov, Kolšov, Postřelmov és Dolní Studénky településekkel határos. Lakosainak száma 1171 fő (2024. január 1.).

## Népesség
A település lakosságának változását az alábbi diagram mutatja:
| Lakosok száma | 703  | 963  | 1402 | 1233 | 1325 | 1150 | 1130 | 1127 | 1127 | 1171 |
|               | 1869 | 1900 | 1921 | 1961 | 1980 | 2011 | 2016 | 2019 | 2021 | 2024 |